# اليوم العالمي لذكرى الهولوكوست
اليوم العالمي لذكرى الهولوكوست، هو يوم عالمي يحتفل به في 27 يناير لإحياء ذكرى ضحايا الهولوكوست و الإبادة الجماعية التي قام بها النظام النازي وحلفاؤه حيث أودت بحياة 6 ملايين يهودي، وحوالي 5 ملايين من السلاف، وحوالي 3 ملايين من البولنديين، وحوالي 200,000 من شعب الروما، وحوالي 250,000 شخص معاق جسدياً وعقلياً، وحوالي 9,000 من الرجال المثليين.
تم تعيين اليوم من قبل قرار الجمعية العامة للأمم المتحدة 60/7 في 1 نوفمبر 2005 خلال الجلسة الـ42. جاء القرار بعد انعقاد جلسة خاصة في وقت مقبل من تلك السنة في 24 يناير 2005 حيث صادف ذلك الذكرى الستين لتحرير معسكرات الاعتقال النازية وانهاء الهولوكوست.  فاليحتفل الكوكب  بهذا اليوم لأنها اكذوبه مضحكة